# Bickleigh (South Hams)
Pour les articles homonymes, voir Bickleigh.
Bickleigh est un village et une paroisse civile du Devon, situé dans l'Angleterre du Sud-Ouest. 